# Guy Butler
Guy Montagu Butler (ur. 25 sierpnia 1899 w Harrow w Londynie, zm. 22 lutego 1981 w St Neots, Cambridgeshire) – brytyjski lekkoatleta, mistrz olimpijski. 
W roku 1919 studiował przez rok w Royal Military Academy w Sandhurst, a następnie w Trinity College na Uniwersytecie Cambridge.
Zdobył złoty medal na igrzyskach olimpijskich w Antwerpii w 1920 w biegu sztafetowym 4 × 400 metrów (sztafeta brytyjska biegła w składzie: Cecil Griffiths, Robert Lindsay, John Ainsworth-Davis i Butler). Na tych samych igrzyskach został wicemistrzem olimpijskim w biegu na 400 metrów.
Cztery lata później (w 1924) na igrzyskach olimpijskich w Paryżu zdobył ponownie dwa medale w tych samych konkurencjach (bieg  na 400 metrów i sztafeta 4 × 400 metrów), tym razem brązowe. Startował także na igrzyskach olimpijskich w Amsterdamie w 1928, tym razem w biegu na 200 metrów, ale odpadł w ćwierćfinale.
Był mistrzem angielskiej Amateur Athletics Association w biegu na 440 jardów w 1919 i na 220 jardów w 1926, a także  wicemistrzem w biegu na 440 jardów w 1920, 1922 i 1923 oraz w biegu na 220 jardów w 1927. był również rekordzistą świata w biegu na 300 jardów (30,6 s) w 1926.
Po zakończeniu kariery pracował jako nauczyciel, potem był dziennikarzem sportowym, a także jednym w pionierów filmowania lekkoatletów „w ruchu”.